# Архітектура Тернопільської області
Архітектура Тернопільської області
Тернопільська область за потенціалом і величиною архітектурної спадщини — один із найбагатших регіонів України. Нині тут на державному обліку — майже 1,5 тис. пам'яток архітектури, з них — 34 фортеці (третина всіх українських замків) і залишки близько 300 давньоруських городищ.

## Найдавніші пам'ятки
Найдавніші відомі пам'ятки архітектури краю є в Борщівському районі:
- Траянів вал (Тернопільська область) уздовж річки Збруч від с. Гермаківка до р. Дністер,
- давньослов'янський дохристиянський печерний храм біля села Міжгір'я (нині Монастирок),
- Церква перенесення мощей святого Миколая (Миколаївська) кінця 13 ст., с. Збручанське.

## Городища
Городища споруджувалися на місцях, найвигідніших для оборони. Вперше укріплені валами та ровами поселення постали на території сучасної Тернопільщини на рубежі пізньої бронзи — раннього заліза, в період культури фракійського гальштату (6-7 ст. до н. е.; локальний варіант — Гава-Голігради (Голіградська культура). Масово будували городища в ранньозалізному віці. Характерні вони і для слов'янських та давньоруських пам'яток (1 тис. н. е).
Давньоруські літописи повідомляють про міста, що розвинулися з городищ, — центри князівств або окремих земель. На Тернопільщині відомі літописні міста 12-13 ст.: Збараж, Кременець, Теребовля, Микулин (нині Микулинці Теребовлянського району), Шумськ, а також такі, що тепер не існують, — Биковен, Вигошев, Моклеков, Данилів, Стіжок. Польські джерела стверджують про існування Бучача у XII столітті.
Для більшості городищ літописи не подають назв (Галицько-Волинський літопис згадує про 150 безіменних городищ). Сучасні дослідники поділяють їх за місцем розташування на мисові та острівні, за плануванням — на круглі й складні. За функціональними особливостями виділяють кілька типів давньоруських городищ: князівські (держ.) фортеці, общинні центри, феодальні замки, сховища, святилища, міста — центри уділ. князівств. На території більшості давніх городищ проводять археологічні розкопки.

## 14-17 століття
Пам'ятки архітектури 14-17 ст. можна поділити на два основні типи: замки і культові споруди. Перші будували для оборони від зовнішнього ворога і як житлові приміщення княжі роди: Бучацьких, Вишневецьких, Збаразьких, Калиновських, Коріятовичів, Сапєгів, Сенявських, Потоцьких, Язловецьких та ін. Українські, литовські та польські магнати будували замки-фортеці, а біля них виростали міста-центри торгівлі та промислу, які також мали оборонні укріплення (Теребовля, Бучач, Кременець, Бережани, Язловець).

### Замки

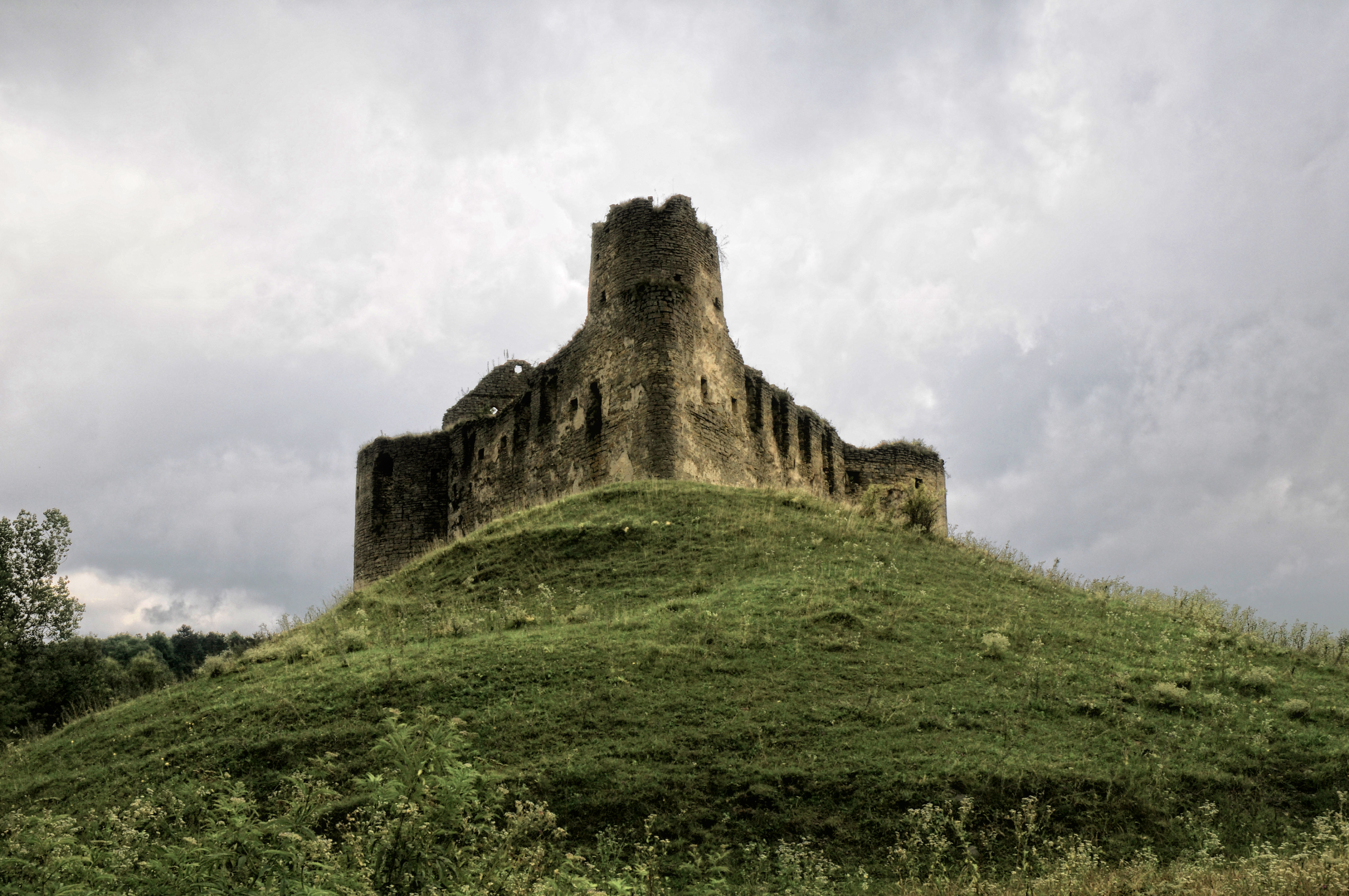
Сидорівський замок — один з найцікавіших туристичних об'єктів Тернопільщини

Теребовлянський замок часів Київської Русі був спочатку дерев'яний, у 14 ст. став кам'яним. Його подвір'я оточували товсті стіни з велетенською вежею на краю гори. Замкові споруди ніби продовжували гору, утворюючи єдине ціле.
Язловецький і Бучацький замки технікою мурування та формою бійниць нагадують Теребовлянський, але архітектурою відрізняються від нього. Кременець відомий оборонними спорудами ще з часів короля Данила (ХІІІ ст.).
Замок готичного стилю в Крем'янці (14 ст.) після 6-тижневої облоги 1648 взяв штурмом і зруйнував козацький загін Максима Кривоноса.
Бережанський замок розташований на одному з островів річки Золота Липа. Належить до перехідного типу, будівля — велична. Нерегулярний у плані двір, утворений палацом і житловими корпусами, розташований вздовж нього.
Сидорівський замок розташований на високому пагорбі, що омивається з трьох боків річкою; розміри — 30 на 178 метри.

### Дерев'яні храми

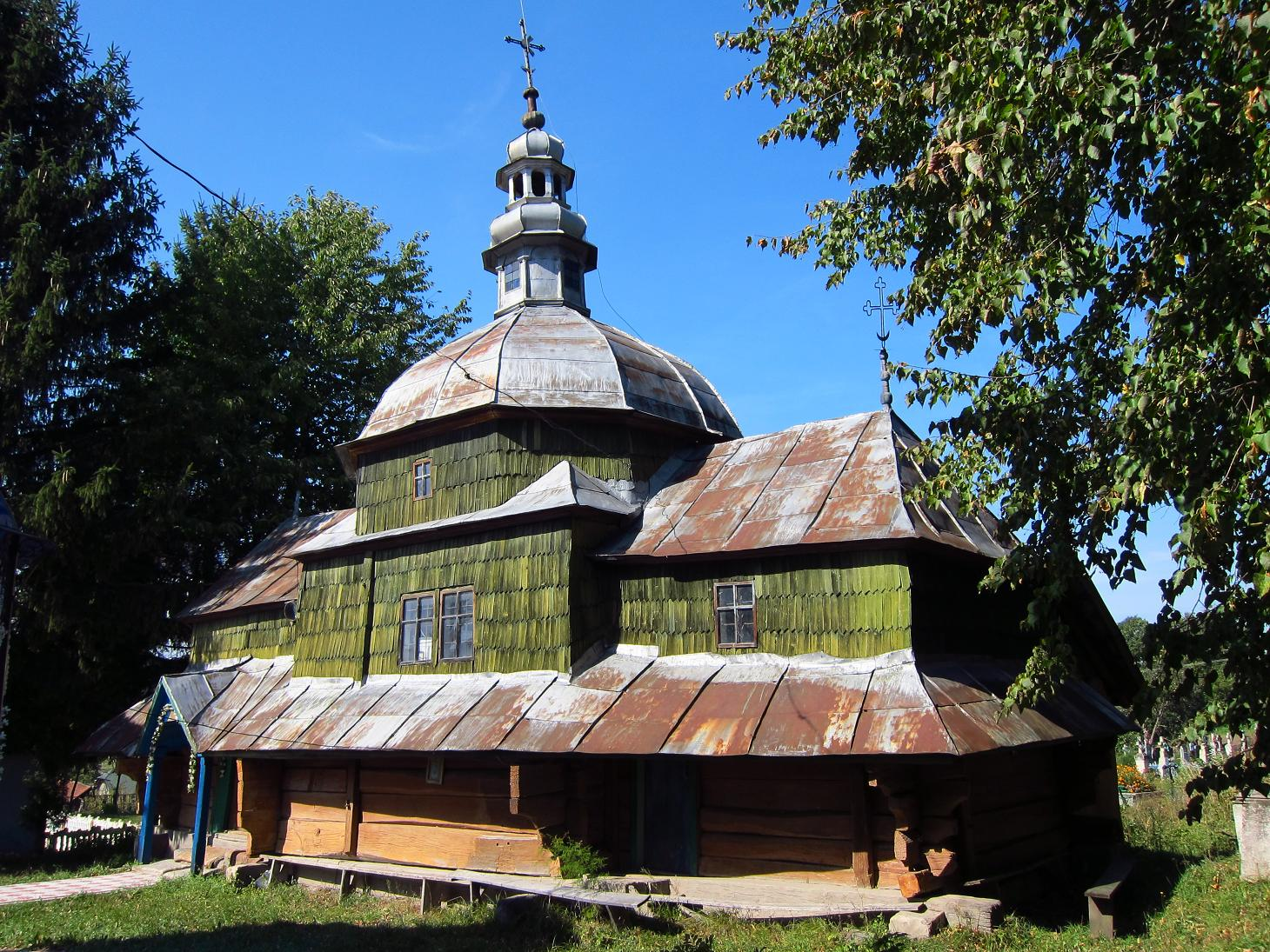
Дерев'яна церква Петра і Павла в Урмані

Найдавніші церкви збереглись у селах Щепанів Козівського, Урмань Бережанського, Оліїв Зборівського районів.
Дерев'яні дзвіниці церков Миколаївської в Бережанах, Успенської в Чорткові та в с. Волиця Гусятинського району відокремлені від них і служили інколи як сторожові вежі. Такі дзвіниці збереглися при кам'яних церквах у селах Озеряни Борщівського і Білявинці Бучацького районів.
Дерев'яні церкви споруджувалися без жодного цвяха, трималися тільки на зарубках і тиблях. Ззовні й усередині їх прикрашали мистецькою різьбою та настінними малюнками, що надавали особливої краси. Різьбили передовсім іконостаси. Орнамент нагадував рослини, гілки і грона винограду. В ньому простежувався вплив візантійського мистецтва, яке на українському ґрунті набрало національних форм. Іконостаси трималися на зарубках і піднімалися кількома ярусами до купола. Пам'ятки такого типу — церкви:
- св. Іоанна Богослова у с. Скорики
- св. Дмитрія у с. Козярі Підволочиського району,
- Покрови Пресвятої Богородиці у с. Деренівка Теребовлянського району
- св. Миколая в с. Нагірянка Чортківського району.

Церква св. Миколая (1777) у с. Сапогів Борщівського району разом із дерев'яною дзвіницею, загорожею та різьбленими воротами творить цілісний архітектурний комплекс.
Згодом архітектурний стиль тридільної церкви перенесли у будівництво кам'яних храмів.

### Кам'яні храми

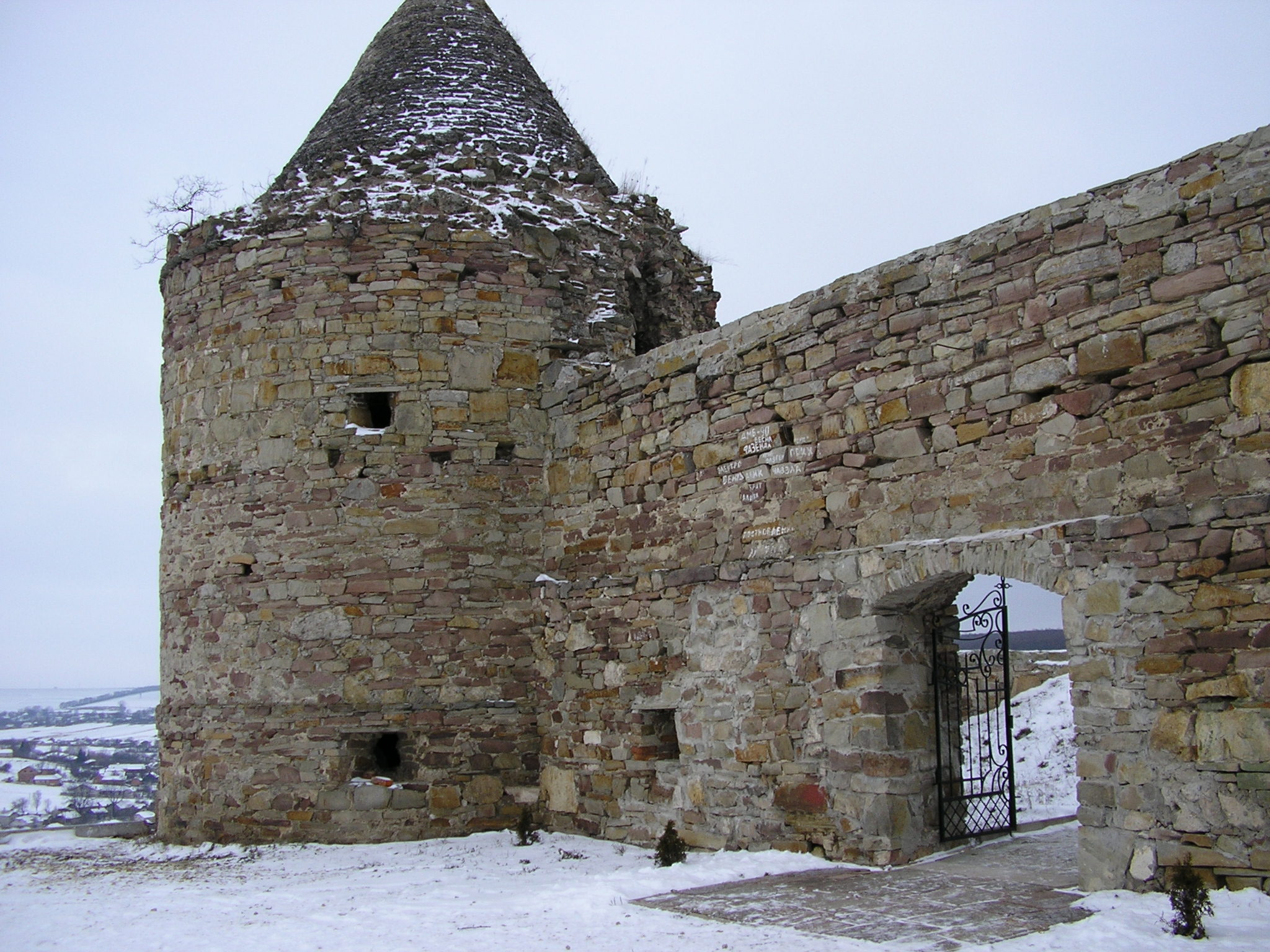
Угорницький монастир

Окремим типом кам'яним споруд є церкви-фортеці та монастирі. Звичай захищатися від ворога у церкві дуже давній. Твердинями були Миколаївська церква в Теребовлі, Успенська в Підгайцях, Миколаївська в Бучачі, Преображенська в с. Залужжя біля Збаража тощо.
Монастирями-фортецями були Угорницький Василіянський, кармелітів у Теребовлі, бернардинців у Збаражі та Почаївський (від 1833 — лавра).
Будівлі Угорницького монастиря, що збереглися, належать до 16—17 ст. Церква була пристосована для оборони, повторює класичні типи українських дерев'них церков із прямокутним бабинцем і гранчастою апсидою. У північній стіні бабинця розташовані східці на горище та вежу, що мала бійниці для вогнепальної зброї. Кутові оборонні башти, перекриті високими наметовими дахами, разом зі стінами, зведеними з червоного і сірого теребовлян. каменю й комплексом житлових, господарських та культових споруд становили не тільки міцний вузол оборони, а й цікавий архітектрний ансамбль.

## Архітектура 17—18 століть

### Кам'яні споруди
До пам'яток бароко на Тернопільщині належать костели — Домініканський у Тернополі, Троїцький у Микулинцях і св. Станіслава у Заліщиках, Троїцький собор у Бережанах, комплекс єзуїтської колегії у Кременці, монастир ЧСВВ і ратуша в Бучачі, палац у с. Язловець.

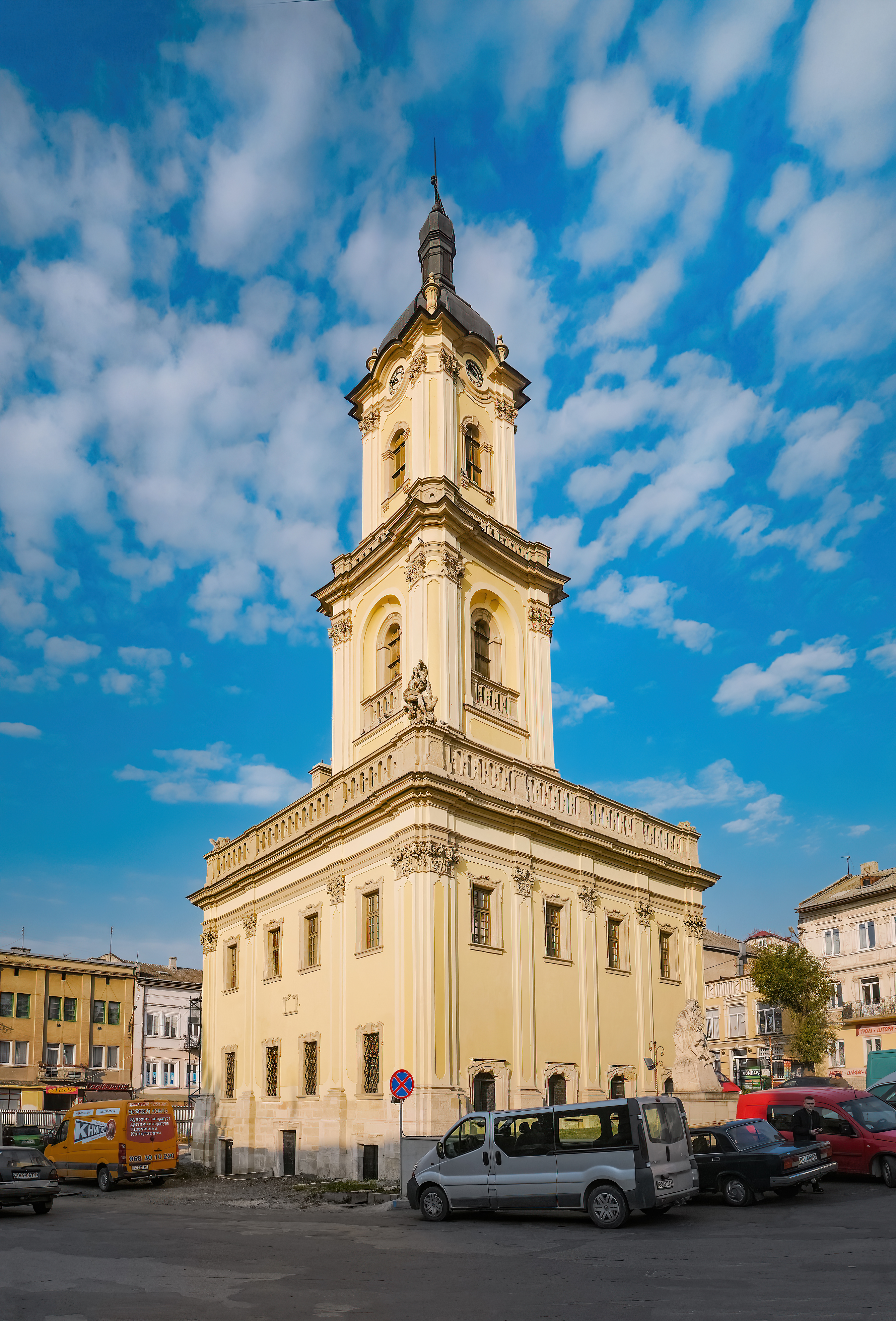
Бучацька ратуша

У Бучацькій ратуші (арх. Бернард Меретин, скульптор Пінзель) переважають численні вертикальні членування, зроблені з великим художнім тактом. Витонченим світлотіньовим рисунком вони надають споруді легкості, стрункості й динамічності. Скульптура ратуші, яку виконав І.-Г. Пінзель, органічно злита з архітектурою. Як приклад планування, оригінального синтезу мистецтв, ця будівля не має аналогів в архітектурі XVIII ст. в Україні.

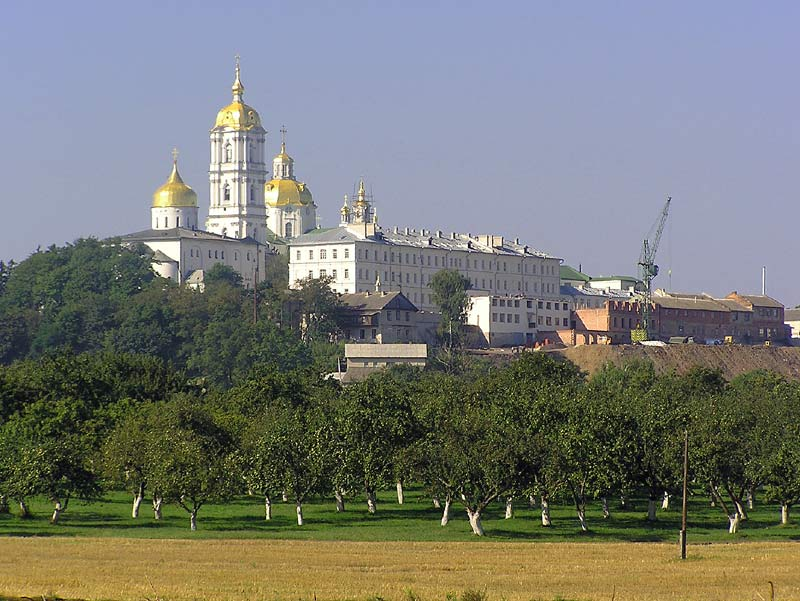
Почаївська лавра. Найвищі споруди — Успенський собор, дзвіниця

У будівлі Успенського собору Почаївського лаври архітектор Готфрід Гофман майстерно використав скелясті тераси гори і перетворив її на масивний стилобат, що піднімається, немов велетенська піраміда. Завершує терасу величний золотоверхий храм, усе це надає комплексу врочистої монументальності.

### Дерев'яні споруди
Тоді ж традиційно розвивалася дерев'яна архітектура, прикладом якої є церкви у селах Сапогів та Висічка Борщівського району, Козина і Крогулець — Гусятинського, Конюхи — Козівського, Старий Почаїв — Кременецького, Скорики та Козярі — Підволочиського, Деренівка і Довге Теребовлянського, Новостав і Кордишів — Шумського, Вознесенська церква в Чорткові.
Дерев'яні житлові будинки 18 ст. збереглися тільки у Кременці. Вони переважно одноповерхові з мансардою або світлицею, влаштованою на рівні високого двосхилого даху, перекритого червоною дахівкою чи гонтом. Конструкція стін закрита глиняною обмазкою і побілкою. У місті зберігся ще один тип дерев'яних будівель-заїздів, що поєднували функції житла, готелю, корчми і закритої стоянки для коней та екіпажів.

### Синагоги
Елементи бароко мають синагоги, нерідко з розкішним аттиком та прикрасами, де використані східні мотиви у зображенні левів, птахів тощо. Такі споруди збережені у Бережанах, Гусятині, Чорткові, Підгайцях, Заліщиках. Втрачені — у Тернополі, Бучачі, перебудована — у Кременці (діюча автостанція).

### Класицизм
Напрямок класицизму, як реакція проти бурхливого, напруженого стилю бароко, започаткований у краї ще в серед. 18 ст. У спокійних і навіть суворих класичних формах зведено палац у смт Вишнівець (див. Вишневецький палацо-парковий комплекс). Пам'ятка відображає важливий період у розвитку садибної архітектури — трансформацію оборонного замку в палац.

## 19 століття

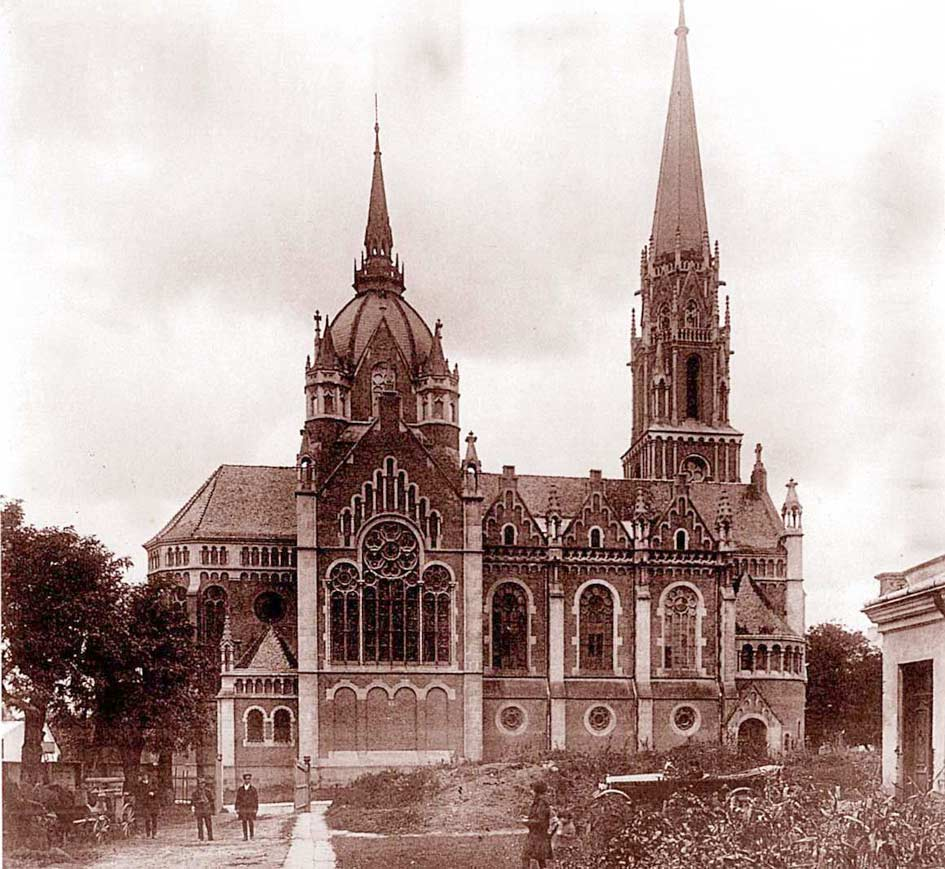
Парафіяльний костел, Тернопіль

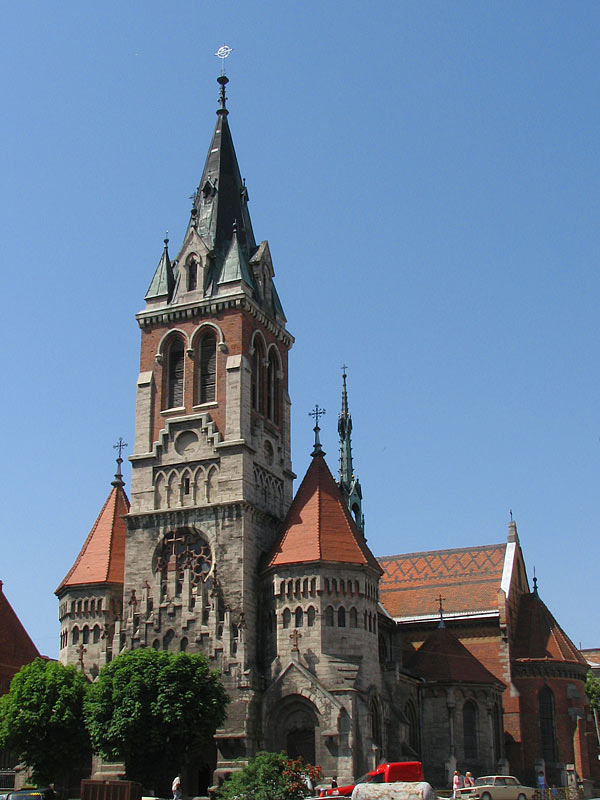
Костел у Чорткові — пам'ятка неоготики

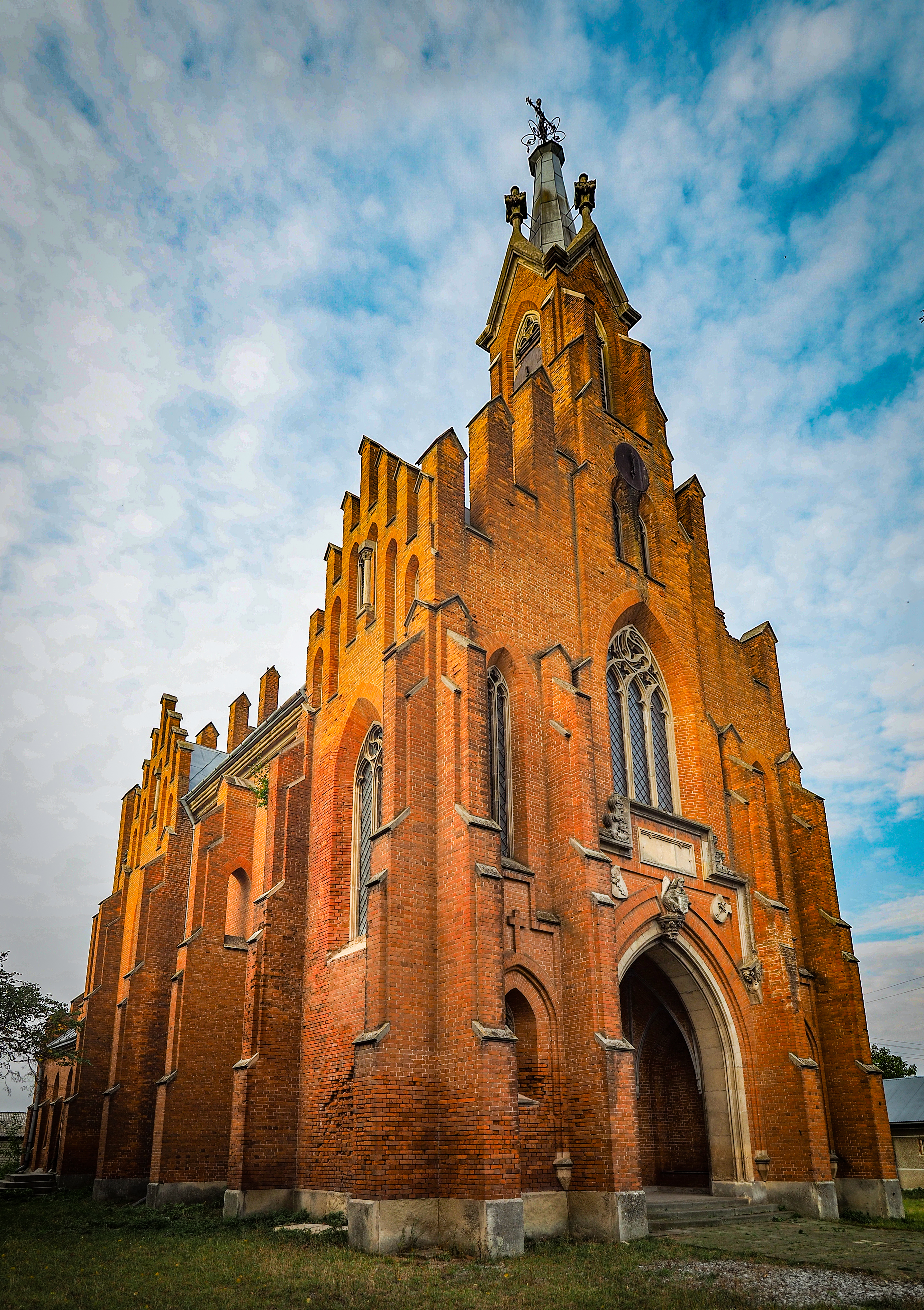
Неоготичний костел Св. Анни (1875 р.)

Архітектуру 2-ї половини ХІХ ст. характеризує поєднання різних стилів, так званий еклектизм, породжений розпадом класицизму як стилю і як методу архітектурної творчості.
Відроджуються європейські і національні архітектурні традиції (неоготика, неоренесанс, необароко, неокласицизм). Цікавий приклад цього періоду — палац Бадені (Коропець) у смт Коропець Монастириського району: основна будівля у стилі класицизму, а завершення куполів та дахів має необарокові елементи.
Наприкінці ХІХ — на початку ХХ ст. активно розвивали будівництво, наука і техніка, використовували нові матеріали і конструкції (метал, цемент, залізобетон, скло, кераміка). Постали нові, досі незнані типи споруд: багатоповерхові житлові будинки, залізничні вокзали, криті торговельні пасажі, спортзали тощо.
Одними з найкращих є залізничний вокзал у Тернополі (1870, перебудований 1906), кінний манеж і спортзал у Теребовлі, торговий пасаж у Бучачі, ратуша в Чорткові.
Із розвитком Галицької залізниці наприкінці 19 століття почали будувати великопрольотні мости (металевий у Тернополі та Чорткові, кам'яний у селах Буцнів, нині Тернопільського району, Кровинка і Плебанівка Теребовлянського району, через річку Дністер біля Заліщиків, залізничний тунель у Бучачі.
Стилістичний напрямок неоготики найкраще представляють культові будівлі:
- парафіяльний костел (1904–1908, зруйнований 1954); архітектор Т.-М. Тальовський),
- перебудований костьол у Чорткові, арх. Ян Сас-Зубрицький
- новозбудований костел у с. Лосяч Борщівського району
- костел у с. Озеряни Борщівського району.

## Модерн
На межі ХІХ — початку ХХ ст. на Тернопільщині поширився стиль модерн; школа модерну розвинулася переважно під впливом віденських та львівських архітекторів. Для споруд цього стилю характерні витонченість деталей, декоративне литво й ковані ґрати, різьблення на дереві та камені тощо.
Спорудами модерну були забудовані в основному центри Тернополя, Бучача, Заліщиків, Підгайців, Скалата.
В архітектурі початку ХХ ст. спостерігаємо синтез мистецтв. Численні громадські й культові споруди декоровані скульптурою, розписами та мозаїкою. Троїцький собор у Почаєві (1914, арх. О. Щусєв) з трьох боків прикрашений мозаїками М. Реріха, щоправда, він зіпсував барокове обличчя архітектури монастиря.

## Тоталітарний період

Тернопільський обласний краєзнавчий музей — одна з найкращих споруд, виконаних у стилі конструктивізму

Для архітектури періоду радянської відбудови міст і сіл після 2-ї світової війни характерне використання різних класичних форм і прийомів. При відбудові майже повністю зруйнованого Тернополя створено нові квартали, міський центр зі скверами, бульварами, вулицями та мальовничим ставом на річці Серет (1945, архітектори В. Новиков, Н. Панчук).
Постали перші, сповнені суворої простоти і лаконізму меморіальні комплекси на честь воїнів, які загинули в боротьбі проти нацизму.
Швидке збільшення міського населення та науково-технічний прогрес 1960—1970-х змінили стилістичну спрямованість архітектури. Для масовового будівництва розроблено типові проекти житлових і громадських споруд, більше уваги приділяють вирішенню технологічних, техніко-економічних та соціальних проблем і менше — архітектурної виразності та комфортності. Набуває поширення напрямок конструктивізму, якому властиве пристосування кожної частини до свого практичого призначення, цілковите усунення декоративних прикрас і непотрібних додатків. Конструктивізм широко послуговується залізобетонними конструкціями, склом та іншими новітніми будівельними матеріалами.
До таких будов можна віднести споруди ТТС, ПК «Березіль», краєзнавчий музей у Тернополі та багато інших.

## Період Незалежної України
У 1990–2000-х роках відбувається масове будівництво нових храмів та реставрація і відбудова старих. За 1990-ті роки було споруджено і реставровано близько 200 культових споруд.
У період незалежної України було збудовано комплекс Зарваницького духовного центру.

## Списки пам'яток
- Список дерев'яних храмів Тернопільської області
- Пам'ятки архітектури національного значення Тернопільської області